# Ascari A10
Ascari A10 – supersamochód produkowany przez markę Ascari Cars od 2007 r. Dostępny jako 2–drzwiowe coupé. Następca modelu Ascari KZ1. Do napędu użyto jednostki V8 5,0 l (4941 cm³) 32v/4 zawory na cylinder (BMW S62), generującą moc maksymalną 634 KM. Maksymalny moment obrotowy jest nieznany. Moc przenoszona była na tylną oś poprzez 6-biegową manualną skrzynię biegów. Prędkość maksymalna wynosi 354 km/h, zaś przyspieszenie 0–100 km/h 2,8 s. Cena pojazdu to 350 000 £.

## Dane techniczne

### Silnik
- V8 4,9 l (4941 cm³), 4 zawory na cylinder (łącznie 32 zawory)
- Układ zasilania: wtrysk
- Średnica cylindra × skok tłoka: 94 mm × 89 mm
- Stopień sprężania: b/d
- Moc maksymalna: 634 KM (447,4 kW)

### Osiągi
- Przyspieszenie 0-100 km/h: 2,8 s
- Przyspieszenie 0-160 km/h: b/d
- Prędkość maksymalna: 354 km/h
- Średnie zużycie paliwa: 26,1 l/100km
- Stosunek mocy do masy: 468,75 KM/tona